# Firmicus lentiginosus
Firmicus lentiginosus es una especie de araña cangrejo del género Firmicus, familia Thomisidae.

## Distribución
Esta especie se encuentra en África.